# Новинка (гмина)
Новинка (пол. Nowinka) — сельская гмина (волость) в Польше, входит как административная единица в Августовский повет, Подляское воеводство. Население — 2795 человек (на 2006 год). Административный центр гмины — деревня Новинка.

## Демография
| Перепись                       | Всего   | Всего | Женщины | Женщины | Мужчины | Мужчины |
| ------------------------------ | ------- | ----- | ------- | ------- | ------- | ------- |
| Единицы                        | человек | %     | человек | %       | человек | %       |
| Население                      | 2786    | 100   | 1349    | 48,4    | 1437    | 51,6    |
| Плотность населения (чел./км²) | 13,7    | 13,7  | 6,6     | 6,6     | 7       | 7       |

## Поселения
1. Атены
2. Барщова-Гура
3. Близна
4. Брызгель
5. Цисувек
6. Дановске
7. Дора
8. Юзефово
9. Юрыздыка
10. Копаница
11. Крушник
12. Монкине
13. Нове-Гатне
14. Новинка
15. Ольшанка
16. Осиньска-Буда
17. Пиявне-Польске
18. Пиявне-Вельке
19. Подкрулювек
20. Подновинка
21. Пулько
22. Подновинка
23. Повалы
24. Сокольне
25. Старе-Гатне
26. Стренковизна
27. Щеберка
28. Щебра
29. Щепки
30. Тоболово
31. Вальне

## Соседние гмины
1. Гмина Августов
2. Августов
3. Гмина Гибы
4. Гмина Пласка
5. Гмина Рачки
6. Гмина Сувалки